# Saint-Paul-le-Jeune
Saint-Paul-le-Jeune – miejscowość i gmina we Francji, w regionie Owernia-Rodan-Alpy, w departamencie Ardèche.
Według danych na rok 1990 gminę zamieszkiwały 862 osoby, a gęstość zaludnienia wynosiła 60 osób/km² (wśród 2880 gmin regionu Rodan-Alpy Saint-Paul-le-Jeune plasuje się na 861. miejscu pod względem liczby ludności, natomiast pod względem powierzchni na miejscu 815.).